# Stenopogon variabilis
Stenopogon variabilis là một loài ruồi trong họ Asilidae. Stenopogon variabilis được Lehr miêu tả năm 1963. Loài này phân bố ở vùng Cổ Bắc giới.